# Mike Duxbury
Mike Duxbury (Blackburn, 1º settembre 1959) è un ex calciatore inglese di ruolo difensore.

## Carriera

### Club
Ha giocato nella prima divisione inglese; in particolare, ha trascorso 14 stagioni consecutive con il Manchester Utd, con cui ha segnato 6 reti in 299 partite di campionato.

### Nazionale
Conta 10 presenze con la maglia della sua nazionale.

## Statistiche

### Cronologia presenze e reti in nazionale
| Cronologia completa delle presenze e delle reti in nazionale ― Inghilterra | Cronologia completa delle presenze e delle reti in nazionale ― Inghilterra | Cronologia completa delle presenze e delle reti in nazionale ― Inghilterra | Cronologia completa delle presenze e delle reti in nazionale ― Inghilterra | Cronologia completa delle presenze e delle reti in nazionale ― Inghilterra | Cronologia completa delle presenze e delle reti in nazionale ― Inghilterra | Cronologia completa delle presenze e delle reti in nazionale ― Inghilterra | Cronologia completa delle presenze e delle reti in nazionale ― Inghilterra |
| Data                                                                       | Città                                                                      | In casa                                                                    | Risultato                                                                  | Ospiti                                                                     | Competizione                                                               | Reti                                                                       | Note                                                                       |
| -------------------------------------------------------------------------- | -------------------------------------------------------------------------- | -------------------------------------------------------------------------- | -------------------------------------------------------------------------- | -------------------------------------------------------------------------- | -------------------------------------------------------------------------- | -------------------------------------------------------------------------- | -------------------------------------------------------------------------- |
| 16-11-1983                                                                 | Lussemburgo                                                                | Lussemburgo                                                                | 0 – 4                                                                      | Inghilterra                                                                | Qual. Euro 1984                                                            | -                                                                          |                                                                            |
| 29-2-1984                                                                  | Parigi                                                                     | Francia                                                                    | 2 – 0                                                                      | Inghilterra                                                                | Amichevole                                                                 | -                                                                          |                                                                            |
| 2-5-1984                                                                   | Wrexham                                                                    | Galles                                                                     | 1 – 0                                                                      | Inghilterra                                                                | Amichevole                                                                 | -                                                                          |                                                                            |
| 26-5-1984                                                                  | Glasgow                                                                    | Scozia                                                                     | 1 – 1                                                                      | Inghilterra                                                                | Amichevole                                                                 | -                                                                          |                                                                            |
| 2-6-1984                                                                   | Londra                                                                     | Inghilterra                                                                | 0 – 2                                                                      | Unione Sovietica                                                           | Amichevole                                                                 | -                                                                          |                                                                            |
| 10-6-1984                                                                  | Rio de Janeiro                                                             | Brasile                                                                    | 0 – 2                                                                      | Inghilterra                                                                | Amichevole                                                                 | -                                                                          |                                                                            |
| 13-6-1984                                                                  | Montevideo                                                                 | Uruguay                                                                    | 2 – 0                                                                      | Inghilterra                                                                | Amichevole                                                                 | -                                                                          |                                                                            |
| 17-6-1984                                                                  | Ñuñoa                                                                      | Cile                                                                       | 0 – 0                                                                      | Inghilterra                                                                | Amichevole                                                                 | -                                                                          |                                                                            |
| 12-9-1984                                                                  | Londra                                                                     | Inghilterra                                                                | 1 – 0                                                                      | Germania Est                                                               | Amichevole                                                                 | -                                                                          |                                                                            |
| 17-10-1984                                                                 | Londra                                                                     | Inghilterra                                                                | 5 – 0                                                                      | Finlandia                                                                  | Qual. Mondiali 1986                                                        | -                                                                          | 46’                                                                        |
| Totale                                                                     |                                                                            | Presenze                                                                   | 10                                                                         |                                                                            | Reti                                                                       | 0                                                                          |                                                                            |

## Palmarès

### Club

#### Competizioni nazionali
- Coppa d'Inghilterra: 1

Manchester United: 1976-1977
- Community Shield: 2

Manchester United: 1977, 1983